# Stuart Gillespie
Stuart Gillespie (Brooklyn, 10 juli 1983) is een voormalig Amerikaans professioneel wielrenner die in het verleden uitkwam voor TIAA-CREF en Toyota-United Pro Cycling Team.

## Overwinningen
2005
- 4e etappe Ronde van Shenandoah

## Grote rondes
Geen